# The Wombats (band)
The Wombats is een Britse indieband die afkomstig is uit Liverpool. De band bestaat uit de geboren en getogen Liverpudlians Matthew "Murph" Murphy (zang, gitaar en keyboard) en Dan Haggis (drum en achtergrondzang) en de in Liverpool woonachtige Noor Tord Øverland-Knudsen (bas, achtergrondzang).
Het internationale succes van de band begon bij het uitbrengen van hun single Let's dance to Joy Division in oktober 2007, die werd gevolgd door een Europese tour. Zo speelden The Wombats in Paradiso, Amsterdam tijdens het London Calling-festival. De single bereikte de negende plaats in de UK Singles Chart en de tweede plaats in de Nederlandse Kink 40. Het succes van de single in Nederland werd vooral veroorzaakt doordat het lied het thema werd van de 3FM-actie Serious Request 2007. Vanaf 2008 speelden ze diverse keren op Pinkpop en Lowlands. Op 5 mei 2009 speelde de band op de Bevrijdingsfestivals in  Groningen en Zwolle.
Met de albums Glitterbug (2015) en Beautiful people will ruin your life (2018) boekten The Wombats vooral succes in het Verenigd Koninkrijk en Australië.

## Discografie

### Albums
| Album met eventuele hitnotering(en) in de Nederlandse Album Top 100 | Datum van verschijnen | Datum van binnenkomst | Hoogste positie | Aantal weken | Opmerkingen |
| ------------------------------------------------------------------- | --------------------- | --------------------- | --------------- | ------------ | ----------- |
| The Wombats proudly present: A guide to love, loss & desperation    | 09-11-2007            | 07-06-2008            | 57              | 3            |             |
| The Wombats proudly present: This modern glitch                     | 29-04-2011            | 07-05-2011            | 31              | 5            |             |
| Glitterbug                                                          | 13-04-2015            | 18-04-2015            | 89              | 1            |             |
| Beautiful people will ruin your life                                | 09-02-2018            | 17-02-2018            | 67              | 1            |             |

| Album met hitnotering(en) in de Vlaamse Ultratop 200 albums | Datum van verschijnen | Datum van binnenkomst | Hoogste positie | Aantal weken | Opmerkingen |
| ----------------------------------------------------------- | --------------------- | --------------------- | --------------- | ------------ | ----------- |
| The Wombats proudly present: This modern glitch             | 2011                  | 14-05-2011            | 93              | 3            |             |
| Glitterbug                                                  | 2015                  | 18-04-2015            | 151             | 2            |             |
| Beautiful people will ruin your life                        | 2018                  | 17-02-2018            | 75              | 1            |             |

### Singles
| Single met eventuele hitnotering(en) in de Nederlandse Top 40 | Datum van verschijnen | Datum van binnenkomst | Hoogste positie | Aantal weken | Opmerkingen                 |
| ------------------------------------------------------------- | --------------------- | --------------------- | --------------- | ------------ | --------------------------- |
| Let's dance to Joy Division                                   | 2007                  | 19-01-2008            | 30              | 3            | Nr. 19 in de Single Top 100 |
| Tokyo (Vampires & Wolves)                                     | 2010                  | 09-10-2010            | 21              | 8            | Nr. 66 in de Single Top 100 |

| Single met hitnotering(en) in de Vlaamse Ultratop 50 | Datum van verschijnen | Datum van binnenkomst | Hoogste positie | Aantal weken | Opmerkingen |
| ---------------------------------------------------- | --------------------- | --------------------- | --------------- | ------------ | ----------- |
| Jump into the Fog                                    | 11-04-2011            | 16-04-2011            | tip10           | -            |             |
| Greek Tragedy                                        | 19-01-2015            | 14-02-2015            | tip62           | -            |             |